# George Wilson (cestista 1914)
George William Wilson (Chicago, 3 febbraio 1914 – Detroit, 23 novembre 1978) è stato un giocatore di football americano, allenatore di football americano e cestista statunitense, professionista nella NBL.

## Carriera
Giocò per una stagione nella NBL, disputando 16 partite con 1,1 punti di media.